# Seriatopora stellata
Seriatopora stellata là một loài san hô trong họ Pocilloporidae. Loài này được Quelch mô tả khoa học năm 1886.